# Plaça de Toros
Plaça de Toros är en amfiteater i Spanien.   Den ligger i regionen Balearerna, i den östra delen av landet, 600 km öster om huvudstaden Madrid. Plaça de Toros ligger 10 meter över havet.
Terrängen runt Plaça de Toros är kuperad åt nordväst, men åt sydost är den platt. Havet är nära Plaça de Toros åt nordost. Runt Plaça de Toros är det ganska tätbefolkat, med 214 invånare per kvadratkilometer. Närmaste större samhälle är Alcúdia, 0,33 km söder om Plaça de Toros. 